# Макбет (фильм, 2015)
«Макбет» (англ. Macbeth) — эпическая историческая драма режиссёра Джастина Курзеля по сценарию Тодда Луисо, Джейкоба Коскоффа и Майкла Лессли. Экранизация одноимённой пьесы Уильяма Шекспира. В главных ролях — Майкл Фассбендер и Марион Котийяр. Сюжет повествует о приходе к власти шотландского лорда, Макбета, после получения пророчества от троицы ведьм о том, что однажды он станет королём Шотландии. Как и в пьесе, на основе которой был написан сценарий, в картине показано разрушительное физическое и психологическое воздействие политических амбиций на тех, кто стремится к власти только ради самой власти.
Премьера состоялась на 68-м Каннском международном кинофестивале 23 мая 2015 года, где он был номинирован на Золотую пальмовую ветвь в основной конкурсной программе. В широкий прокат фильм был выпущен 2 октября 2015 года в Великобритании и 18 ноября 2015 года во Франции. В России фильм вышел 26 ноября 2015.
Кинокартина получила в целом положительные отзывы кинокритиков, которые высоко оценили игру Фассбендера и Котийяр, а также остальных актёров, визуальный стиль, сценарий, режиссуру и боевые сцены. Несмотря на положительные обзоры, фильм провалился в коммерческом плане, собрав во всём мире лишь 16 миллионов долларов при производственном бюджете в 20 миллионов.

## Сюжет
XI век. Шотландский лорд Макбет встречает трёх прорицательниц, которые предсказывают, что он станет королём. Он замышляет убить короля Дункана, когда тот посетит замок Макбета Инвернесс, и затем занять трон.

### Акт I
Фильм начинается с того, что чета Макбетов оплакивает своего умершего малолетнего ребёнка. Затем Макбет ведёт войска короля Дункана на одну из битв гражданской войны. Он выходит победителем в сражении, несмотря на жестокие потери, включая совсем юных солдат. Три женщины (ведьмы) с девочкой рядом и младенцем на руках подходят к Макбету и его другу Банко, провозглашая Макбета «таном Кодора и будущим королём», а Банко — «отцом королей», прежде чем исчезнуть.

### Акт II
До Дункана доходят вести о победе Макбета, он казнит бывшего тана Кодора за предательский союз с норвежскими захватчиками, даровав Макбету титул. Макбет рассказывает жене о пророчествах. Леди Макбет молится тёмным силам, надеясь на их помощь. Когда Макбет сообщает, что Дункан останется на ночь, его жена убеждает убить короля, чтобы исполнить пророчество. Проходит пир, на котором король объявляет своего сына Малькольма наследником трона. Макбет колеблется, но леди Макбет упорствует, и Макбет внемлет ей, затем она опаивает вином слуг короля. Ночью после пира Макбет видит призрак мальчика-солдата, который, как кажется даёт ему кинжал и ведёт к палатке Дункана, которого Макбет убивает. Вдруг входит Малкольм и, увидев бездыханное тело короля и Макбета рядом, в страхе убегает. Потрясённый, Макбет отправляется к жене, протягивая ей два кинжала. Леди Макбет упрекает его в том, что он не оставил их на месте убийства, и подкладывает их в руки спящих слуг. Затем пара встречается в церкви, где они умывают руки, убеждая себя в правильности поступка.

### Акт III
Утром Макдуф находит Дункана мёртвым, а Макбет быстро казнит и слуг короля, обвинив их в цареубийстве, а заодно и предотвратив их отрицательные показания. Макдуф и благородный Леннокс, хоть и считают бегство Малкольма подозрительным, всё же восхищаются решительным правосудием Макбета. Так как Малкольм скрывается без вести, королевский трон достаётся Макбету. Впоследствии он жалуется своей жене, что, вероятно, убийство Дункана было напрасным, поскольку у них нет наследников, поэтому корона так или иначе перейдёт к Банко и его сыну Фленсу, как и предсказывали прорицательницы. Макбет приглашает их на банкет, но обнаруживает, что они собираются уйти, так как у Банко зарождаются подозрения по поводу действий новоиспечённого короля. Макбет посылает убийц за ними: они настигают Банко в лесу и убивают, но Флинсу удаётся скрыться в лесу. Вечером во время королевского ужина Макбет упоминает, что Банко не пришёл, хотя обещал. Макбет опрашивает убийц, и приходит в ярость от того, что Флинс сбежал. Затем Макбет видит призрак Банко. Он напуган, но разговаривает с ним. Леди Макбет считает, что её муж не здоров, сам он продолжает бредить, из-за чего Макдуф и его жена уходят. Леди Макбет распускает оставшихся гостей и уводит Макбета.

### Акт IV
Макбет снова приходит к ведьмам. Они показывают ему видение, где убитые солдаты советуют ему остерегаться Макдуфа и что Макбет будет королём, пока Большой Бирнамский лес не придёт с оружием в королевский замок на Дунсинанском холме. Призрак мальчика-солдата, который дал ему кинжал, говорит Макбету, что он не будет убит мужчиной, рождённым от женщины. Леннокс обнаруживает блуждающего короля, который сообщает ему, что Макдуф сбежал. Встревоженный и разъярённый Макбет приказывает убить семью и слуг Макдуфа. Семья сжигается на костре, пока обескураженная такой жестокостью леди Макбет наблюдает за этим. Тем временем Макдуф встречает Малкольма, который собирает войска. Росс и Ангус информируют Макдуфа об убийстве его семьи. Убитый горем и разгневанный, Макдуф клянётся отомстить.

### Акт V
Одержимая чувством вины, леди Макбет возвращается в церковь, оплакивая свои поступки, ей кажется что руки её окровавлены. Она видит призрак своего маленького ребёнка, которого пытается усыпить. После она бродит по холмам и видит ведьм. По слухам, в замке Макбет совсем сходит с ума, и все боятся гнева его и тирании. Ему рассказывают о смерти его жены. Приговаривая «завтра, завтра и завтра», он в скорби несёт её бездыханное тело. Сейтон приносит известие, что Малькольм собирает армию, Макбет требует свои доспехи. Макдуф поджигает Бирнамский лес: когда в сторону замка Макбета приносит дым, пророчество исполняется. Макбет выходит на дуэль и сражается с Макдуфом. Макбет уверен, что «ни один мужчина, рождённый женщиной», не сможет его убить. Тем не менее, Макдуф заявляет, что он был преждевременно вырван из утробы матери, и, отвлекая Макбета, наносит смертельный удар. Макбет сожалеет о своих ошибках, зная, что искупление невозможно. Макбет отказывается поклониться Малкольму, позволяя убить себя. Ведьмы, наблюдая, уходят. Малькольма называют новым королём, и все отправляются в его замок. Малкольм покидает тронный зал. Последние кадры показывают, как сын Банко, Фленс, берёт меч Макбета и бросается через пустое поле битвы, исчезая в дыму.

## В ролях
| Актёр            | Роль                           |
| ---------------- | ------------------------------ |
| Майкл Фассбендер | Макбет тан Гламиса, тан Кодора |
| Марион Котийяр   | леди Макбет                    |
| Шон Харрис       | Макдуф тан Файфа               |
| Пэдди Консидайн  | Банко                          |
| Элизабет Дебики  | леди Макдуф                    |
| Дэвид Тьюлис     | Дункан король Шотландии        |
| Джек Рейнор      | Малькольм сын Дункана          |
| Морис Роевз      | Ментейт                        |
| Линн Кеннеди     | ведьма                         |
| Сейлан Бакстер   | старая ведьма                  |
| Эмбер Риссман    | девочка-ведьма                 |
| Кайла Фэллон     | молодая ведьма                 |
| Хилтон МакРэй    | Макдонвальд                    |
| Дэвид Хейман     | Леннокс                        |
| Росс Андерсон    | Росс                           |
| Джеймс Харкнесс  | Ангус                          |
| Ребекка Бенсон   | служанка                       |

## Создание
29 апреля 2013 было объявлено, что Майкл Фассбендер взят на роль Макбета. Первоначально роль леди Макбет получила Натали Портман, но позже она выбыла из проекта и была заменена на Марион Котийяр. 23 октября 2013 The Weinstein Company приобрела у StudioCanal права на распространение фильма на территории США и Канады. В феврале 2014 к актёрскому составу присоединились Пэдди Консидайн, Дэвид Тьюлис, Шон Харрис, Джек Рейнор и Элизабет Дебики.

### Съёмки
6 февраля 2014 было объявлено, что съёмки экранизации «Макбета» начались в Шотландии. Съёмки проходили в течение семи недель в Англии и Шотландии. 21 февраля 2014 съёмки проходили в Ханкли Коммон в Элстеде, Суррей. Съёмки также проходили в Киранге на острове Скай.

## Награды и номинации
- 2015 — участие в конкурсной программе Каннского кинофестиваля.
- 2015 — участие в конкурсной программе Каталонского кинофестиваля в Сиджесе.
- 2015 — 6 номинаций на Премию британского независимого кино: лучший британский независимый фильм, лучший режиссёр (Джастин Курзель), лучший актёр (Майкл Фассбендер), лучшая актриса (Марион Котийяр), лучший актёр второго плана (Шон Харрис), лучшее техническое достижение (Адам Аркапоу, за операторскую работу).
- 2015 — две номинации на премию «Спутник»: лучшая работа художника (Фиона Кромби), лучшие костюмы (Жаклин Дюрран).